# Parlamentsvalget i Thailand 2023
Parlamentsvalget i Thailand 2023 blev afholdt den 14. maj. På valg var hele Repræsentanternes Hus, det thailandske parlaments underhus med 500 folkevalgte pladser.
Valgresultatet var overraskende, da det forholdsvis nye Move Forward Party blev erklæret som vinder med 151 pladser. Partiets leder, forretningsmanden Pita Limjaroenrat, sagde, at han var parat til at blive premierminister og danne en koalitionsregering bestående af Move Foward, det næststørste parti Pheu Thai Party med 141 pladsen og yderligere seks liberale partier, hvorved det samlede mandattal kom op på 313. Der skal dog 376 mandater til at vælge en premierminister, da tillige Senatets 250 stemmer tælles med. Parlamentet udgør i alt 750 stemmer.
Parlamentet stemte om ny premierminister den 13. og 19. juli. Begge dage var Pita den eneste nominerede. Den 13. juli fik han 324 stemmer og blev dermed ikke valgt. Den 19. juli besluttede Forfatningsdomstolen, at han ikke kunne være aktivt parlamentsmedlem på grund af sagen om hans iTV-aktier. Parlamentet stemte om Pita kunne gennomineres, hvilket der var flertal imod, hvorefter han udvandrede.

## Valg til Repræsentanternes Hus
Den 20. marts opløstes parlamentet, hvorefter valg skal afholdes tidligst 45 dage og senest 60 dage derefter. Parlamentsvalget afholdtes den 14. maj 2023. Stemmeafgivning er obligatorisk og er et af de ansvarsområder, der er beskrevet i forfatningen, som en borger skal udøve. Fra 7. til 13. maj og igen fra 15. til 21. maj kan stemmeberettigede vælgere oplyse deres grunde til ikke at stemme. Man kan stemme blankt, da der øverst på stemmesedlen er et afkrydsningsfelt til at stemme på "ingen af de nævnte kandidater".
Der var to stemmesedler, en med navne på valgkredskandidater, der udgør 400 af parlamentets 500 folkevalgte pladser, og en anden med politiske partier, hvor liste-kandidaterne får de resterende 100 folkevalgte pladser i parlamentet. Hvert kredsmedlem repræsenterer i princippet 162.766 borgere – 65.106.481 indbyggere pr. 31 december 2022 divideret med 400 – valgstyrelsen tillader kun en afvigelse på højst 10 procent fra det gennemsnitlige antal beboere for hver valgkreds. Bangkok har, betragtet som provins, det største antal kredsmandater med 35, på grund af byens registrerede indbyggertal. Det nordøstlige Isaan-plateau udgør med sine 21,8 millioner indbyggere en tredjedel af kredsmandaterne og har i alt 133 pladser. Det centrale Thailand, inklusive Bangkok, udgør 122 kredsmandater. Der skal omkring 350.000 stemmer til, for at opnå et listemandat, baseret på det foregående valg i 2019, hvor der blev afgivet 35 millioner gyldige stemmer.
Parlamentet består af 750 pladser, hvoraf 250 er af militæret udpegede medlemmer af Senatet, mens 500 folkevalgte medlemmer udgør Repræsentanternes Hus. Der er i alt 87 partier opstillet, hvoraf fire har kandidater i alle 77 provinser. De væsentlige partier ved valget er:
- Pheu Thai Party
PM-kandidater: Paethongtarn “Ung-Ing” Shinawatra og Srettha Thavisin
Program: Hæve mindstelønnen fra 328-354 baht om dagen til 600 baht om dagen (fra cirka 70 kroner til 120 kroner) samt en elektronisk pung indeholdende 10.000 baht (cirka 2.000 kroner).
Mål: 310 ud af 500 folkevalgte pladser i parlamentet mod nuværende 136 ved 2019-valget
- Palang Pracharath Party
PM-kandidat: General Prawit Wongsuwan, hjernen bag statskuppet i 2014 og nuværende Vice-premierminister
Program: Forøge de månedlige ydelser til 22 millioner statslige velfærdskortholdere fra 200-300 baht til 700 baht (cirka 140 kroner) om måneden, og tildele ubenyttet jord til bolig- og landbrugsformål til to millioner med laveste indkomster.
Mål: 150+ ud af 500 folkevalgte pladser i parlamentet mod nuværende 116 ved 2019-valget
- Bhumjaithai Party
PM-kandidat: Nuværende sundhedsminister Anutin Charnvirakul
Program: Et treårigt moratorium på forskellige former for gæld samt flere tiltag for bedre vilkår for lavindkomstgrupper
Mål: 100+ ud af 500 folkevalgte pladser i parlamentet mod nuværende 51 ved 2019-valget
- Move Forward Party, som opstiller i 65 provinser
PM-kandidat: Pita Limjaroenrat
Program: Mindsteløn på 450 baht (cirka 90 kroner) om dagen, 6-måneders tilskud til SMV
Mål: 80+ ud af 500 folkevalgte pladser i parlamentet mod tidlige 81 ved 2019-valget til det tidligere, nu opløste Future Forward Party
- Ruam Thai Sang Chart (United Thai Nation Party), som opstiller i 75 provinser
PM-kandidat: Siddende premier- og forsvarsminister samt leder af statskuppet i 2014, general Prayut Chan-o-cha
Program: Forøge ydelsen for statslige velfærdskortholdere til 1.000 baht (cirka 200 kroner) om måneden og større månedlige ydelser til ældre
Mål: 25-100 ud af 500 folkevalgte pladser i parlamentet, Chan-o-cha har skiftet party fra tidligere Palang Pracharat Party

## Politiske blokke
Højre/venstre-blokpolitik, kan være forskellig, afhængigt af konteksten og diskussionsemnet, når der ses på den politiske situation i Thailand. De, der kræver frihed, som er en grundlæggende rettighed for mennesker, bliver ofte stemplet som værende yderst til venstre og en trussel mod nationens sikkerhed. Begge udtryk kan være situationsbestemte og formidler forskellige betydninger, når der tales om forskellige emner. Den konservative gruppe er naturligvis imod for meget forandring og lighed, og foretrækker at samfundet forbliver hierarkisk. Den konservative blok i Thailand kan findes blandt velhavende indflydelsesrige erhvervspersoner, højtstående regeringspersoner og ekstreme nationalistiske aktivister såsom Gultrøjedemonstranter (gul er kongefarven, den modsatte gruppe, der ofte støtter partier under Shinawatra-indflydelse, kaldes Rødtrøjer).
| Liberale                                        | Konservative                                                                                                 |
| ----------------------------------------------- | --- |
| Pheu Thai Move Forward Thai Liberal Prachachart | Palang Pracharath Ruam Thai Sang Chart Democrat Chart Pattana Kla Bhumjaithai Chart Thai Pattana Thai Pakdee |

Der blev i alt tilmeldt 4.781 kandidater fra 70 partier, som stillede op til de 400 valgkreds-pladser i parlamentet. Desuden stillede yderligere 1.899 kandidater op for 67 partier til de 100 partilistede parlamentspladser. 43 politiske partier tilsammen tilmeldte 63 kandidater til premierministerposten, heraf er ni kvinder, svarende til 14 procent.

## Vælgergrupper
De afgørende vælgergrupper betragtedes som såkaldte generation X, født 1965-1980, og generation Y, født 1981-1996, der tilsammen udgjorde 31.235.618 stemmeberettigede vælgere ud af i alt 52.322.824. Befolkningstallet var 66.090.475 i december 2022, fordelt på 33.819.860 kvinder og 32.270.615 mænd. Også de ældre, henholdsvis gruppen benævnt som babyboomers, født 1946-1964 og Silent Generation fra 1925-1945, der tilsammen udgjorde 13.416.852 vælgere var interessant. De sidste to grupper af vælgere var ældre over 99 år, som udgjorde 36.179 personer, og den unge Generation Z, født 1997-2012, hvoraf 7.670.354 var over 18 år og dermed stemmeberettigede. De fleste vælgere så ud til at foretrække en koalitionsregering med moderat konservatisme og moderat liberalisme. En sådan kunne bestå af Pheu Thai, der i vid udstrækning er kendt som et moderat liberalt parti og Palang Pracharath eller Bhumjaithai, der er betragtet som moderat konservative partier. Ultraliberale Move Forward og ultrakonservative Ruam Thai Sang Chart ville i så fald blive ledende i oppositionen.

## Valg af premierminister
Et simpelt flertal på 376 parlamentarikere fra begge huse – henholdsvis 500 folkevalgte parlamentsmedlemmer og 250 udpegede senatorer – er påkrævet for at vælge en ny premierminister. Et parti skal have 25 pladser i Repræsentanternes Hus, for at foreslå en premierministerkandidat. Selv om det af tidligere premierminister Thaksin Shinawatra fra eksil styrede Pheu Thai Party måtte få en jordskreds-sejr, vil det næppe kunne opnå en premierministerpost uden senatets stemmer. Både den siddende premierminister Prayut Chan-o-cha og vice-premierminister Prawit Wongsuwan – begge tidligere generaler og ledere af militærkuppet i 2014 – kandiderer som premierminister fra hver sit politiske parti, og begge forventes at være nødt til at indgå i en koalitionsregering, for at opnå flertal. Chan-o-cha's parti, United Thai Nation Party, vil med 25 pladser og en udbredt mening om, "at have senatorerne i lommen", stå stærkt.
Senatet forventes at støtte det førende konservative parti. I det store billede ansås valget, som en kamp mellem pro-demokratiske partier, der har været lukket ude fra magt siden 2014-militærkuppet ledet af general Chan-o-cha og konservative partier, herunder Chan-o-chas Ruam Thai Sang Chart (United Thai Nation), som ønskede at lede den ny regering. Bhumjaithai-partiet, ledet af sundhedsminister Anutin Charnvirakul, kunne blive næststørste parti og dermed kongemager, hvilket – tilsammen med senatets stemmer – kunne give partiet mulighed for at afgøre, om det bliver den pro-demokratiske eller den konservative blok, som kan danne regering. Bhumjaithai er kendt for, at få cannabis delvist legaliseret. Partiets cannabis-reform er ikke til forhandling, hvis det skal tilslutte sig en regeringskoalition. Både Pheu Thai- og Move Forward-partierne, de væsentlige pro-demokratiske grupper, der forventedes at vinde flertallet af de folkevalgte pladser i parlamentet, sagde, at liberaliseringen af cannabis havde været kaotisk. Den har tilskyndet til rygning af hash og har undladt at booste fattige bønders indkomst, som lovet, på grund af høje investeringsomkostninger. Begge partier går ind for medicinsk cannabis, men er imod rekreativ anvendelse.

## Mulig opløsning af partier
Thaksin Shinawatras datter, Paethongtarn Shinawatra, dukkede op fra ingenting og blev premierministerkandidat for Pheu Thai Party. Muligheden forligger, at Pheu Thai kan blive retsligt opløst både før og efter parlamentsvalget, da partiet hævdes at forblive mere eller mindre under indflydelse af de facto partiboss, afsatte premierminister Thaksin Shinawatra.
Prawit Wongsuwan nævnte i begyndelsen af marts i forbindelse med, at Pheu Thai Party i anledning af positive meningsmålinger nu satsede på at opnå 310 folkevalgte pladser i parlamentet, i stedet for det tidlige mål om 250 pladser, at »de, der støtter kup, aldrig ophører med at eksistere i magtstrukturen.« Wongsuwan nævnte efterfølgende, at han tror på, at Thailand ikke vil se endnu et kup på betingelse af, at der ikke er flere alvorlige konflikter: »Der vil ikke være flere kup, hvis landet er forenet, og der er ingen konflikter, der fører til ofre. Men hvis landet er i uro, kan det (et kup) blive nødvendigt.« Thanathorn Juangroongruangkit, leder af den progressive bevægelse, insisterede på, at militæret i sidste ende holdes ude af politik, af hensyn til det demokratiske styre.
Thailands konservative etablissement kan opbygge sager for både at opløse det moderat liberale Pheu Thai Party og det ultra-liberale Move Forward Party med dets progressive tilgang til, at ophæve dele af majestætsfornærmelses-lovgivningen, ofte nævnt med "112", som er paragrafnummeret. Det er uklart, om truslen om opløsning vil forårsage et skift i den måde de to partier vælger deres allierede på, og hvad deres strategi vil være, hvis eventuel opløsning skulle indtræffe. Pheu Thai-partimedlemmer sagde, at de allerede har registreret et backup-parti, mens Move Forward Party strategisk har placeret nøglemedlemmer uden for eksekutivrådet i tilfælde af et politisk forbud mod tidligere partimedlemmer. Det er klart, at hvis en eller begge parter bliver opløst, vil der sandsynligvis forekomme massive gadeprotester, som det skete tidligere i forbindelse med opløsningen af Move Forward-partiets forgænger, Future Forward Party i 2021. Hvis der foretages endnu en partiopløsning, kan protesterne bliver endnu større i omfang.
Move Forward Party klagede over, at valgplakater var nedtaget af bystyret langs gaderne i Rayong by fra den 18. april. Nedtagningen skyldtes, at hendes kongelige højhed, prinsesse Sirindhorn, kongens yngre søster, skulle køre gennem byen den 20. april. Det var imidlertid alle partiers plakater, som ved nedtaget. Kandidat for Move Forward, Krit Silapachai, sagde, at "dette er valgtid, en konkurrence i et demokratisk system. Hvorfor skal de indsamle plakaterne, fordi en kongelig kortege skal passere?"

### Anmodninger om opløsning af partier
Der blev indgivet tre anmodninger om opløsning af politiske partier, alle tre blev afvist.
Den første drejede sig om Pheu Thai-partiet, hvor det blev hævdet, at det tillod en udenforstående – tidligere premierminister Thaksin Shinawatra – at dominere partiet, i strid med loven om politiske partier. Der var ikke tilstrækkeligt bevis på, at partiet blev domineret af den tidligere premierminister.
Den anden anmodning krævede opløsning af Move Forward-partiet, idet det blev hævdet, at de politiske protester, partiet organiserede i flere provinser, såvel som protesten foran parlamentet den 13. juli, udgjorde en overtrædelse af loven om politiske partier. Også her var beviserne ikke er stærke nok til at bevise, at partiet havde overtrådt loven om politiske partier.
Den tredje anmodning krævede opløsning af Palang Pracharath-partiet, for at havde undladt at implementere adskillige politikker, der blev lovet under valgkampen i 2019. Her var beviserne for svage til at bevise, at partiet ikke har opfyldt sine kampagneløfter.

## Valgløfter
Det blev anslået, ifølge Business and Economic Forecast Center fra University of Thai Chamber of Commerce, at minimum 120 milliarder baht (cirka 24 milliarder kroner) ville blive brugt på valgrelaterede aktiviteter, dobbelt så meget som tidligere anslåede beløb. Ifølge udvalget for økonomisk udvikling for den nordøstlige region af det thailandske handelskammer, kunne nogle af udgifterne have været til stemmekøb, som var blevet mere sofistikeret. I stedet for at betale vælgerne kontant, som tidligere, bruger stemmekøbere nu QR-koder eller betalings-appen "PromptPay" til at overføre penge.
For at opnå et højt antal stemmer, tilbød Pheu Thai Party en elektronisk pung indeholdende 10.000 baht (cirka 2.000 kroner) til alle borgere over 16 år, men kun hvis partiet kommer til at lede landet efter valget. Kritikere kaldte planen et "uansvarligt" forsøg på at købe stemmer med statens midler og et eksempel på nøgen populisme designet til at vinde magten. Desuden nævnte kritikere, at forslagets omkostninger ville blive 540 milliarder baht (cirka 110 milliarder kroner). Udgiften blev forsvaret med, at andre partiers forslag til højere ældreydelser ville blive endnu dyrere og over en fireårig regeringsperiode løbe op i to billioner baht (cirka 400 milliarder kroner), ved forslaget om en månedsydelse på op til 5.000 baht (cirka 1.000 kroner). Populistiske politikker var udbredt og udover mindsteløn udvidet til også at omfatte velfærdsydelser, i særdeleshed det såkaldte velfærdskort, som muliggør en månedlig ydelse til lavindkomster. Det er kutyme, at yngre thailændere hjælper deres ældre familie, hvilket kan være en økonomisk byrde for de yngre. Velfærdskortordningen var løbende blevet udvidet til at dække en bredere del af befolkningen. Omkring 14,6 millioner thailændere var op til valget tilmeldt velfærdskortordningen.
Landbrugsstøtteordninger har længe været en del af partiprogrammer op til valg. Selv om landbruget kun udgør knap 10 procent af BNP, arbejder der 12,2 millioner mennesker i landbrugssektoren, svarende til omkring 30 procent af den samlede arbejdsstyrke. Politiske iagttagere mente, at populistiske kortsigtede støtteordninger med kontante tilskud ikke hjælper – de kan ofte misbruges, på grund af manglende kontrol (læs blandt andet om Yinglock Shinawatra ris-støtteordning) – der er behov for egentlige reformer. Thailand startede jordreformer, kendt som Sor Por Kor 4-01, i 1975, ved at give statsjord til jordløse bønder, som kunne bruge jorden til landbrugsformål, men ikke eje den. Indtil videre har thailandske regeringer givet omkring 528.000 hektar jord væk under dette program, hvilke udgør omkring 24 procent af det samlede landbrugsareal. Mange af Sor Por Kor 4-01-jordene er muligvis slet ikke egnede til landbrug, så jordløse landmænd bør have lov til at bruge dem til andre aktiviteter, herunder at retten til, at jorden kan overdrages til andre end landbrugsfamiliens efterkommere.

## Valgresultat
Det endelige valgresultat forelå den 25. maj.
| Parti              | Kreds- mandater | Liste- mandater | I alt |
| ------------------ | --------------- | --------------- | ----- |
| Move Forward Party | 112             | 39              | 151   |
| Pheu Thai Party    | 112             | 29              | 141   |
| Bhumjaithai Party  | 68              | 3               | 71    |
| Palang Pracharath  | 39              | 1               | 40    |
| United Thai Nation | 23              | 13              | 36    |
| Democrat Party     | 22              | 2               | 24    |

Øvrige partier:

Chartthipattana: 10

Prachachat: 9

Thai Sang Thai: 5

Chart Pattane Kla: 2

Pheu Thai Ruam Palang: 2

Seri Ruam Thai (Thai Liberal Party): 2

New Democracy: 1

New Party: 1

Thai Counties Party: 1

Fair Party: 1

Palang Sangkhom Mai: 1

Thai Teachers for People: 1

Allerede om morgenen den 15. maj kunne valgkommissionen offentliggøre et uofficielt resultat baseret på 99 procent af stemmerne optalt, hvor valgkommissionen erklærede Move Forward Party for vinder af valget. Analytikere påpegede, at der stadig kunne ske meget, før parlamentet samledes for at stemme om ny premierminister, en proces, der næsten helt sikkert ville omfatte juridiske udfordringer. Tidligere har kommissionen og domstolene brugt deres autoritet til at diskvalificere oppositionspartier. En ny premierminister kunne forventes at præsentere en regering i begyndelsen af august.
Move Forward-partiets leder, forretningsmanden Pita Limjaroenrat, sagde, at han var parat til at blive premierminister og danne en koalitionsregering bestående af Move Foward, Pheu Thai og de resterende fire liberale partier, Prachachat, Thai Sang Thai, Thai Liberal og Fair. De udgjorde i alt 309 mandater, senere korrigeret til 310. Få dage efter sluttede yderlige to partier sig til, Pheu Thai Ruam Palang og Palang Sangkhom Mai, hvorved det samlede mandattal kom op på 313. Der skal dog 376 mandater til at vælge en premierminister. De fleste af Move Forwards kandidater er unge, ukendte politikere, der tydeligvis har imponeret vælgerne nok til at blive valgt, især i storbyerne. Partiets 42-årige leder og hans ukonventionelle, kreative politik udløste en gennemgribende ændring i Thailands politiske landskab, for eksempel i Bangkok hvor partiet vandt 32 af byens 33 kredsmandater. Pheu Thai – som havde forventet at blive valgets vinder med flest folkevalgte mandater – udsendte en pressemeddelelse, hvori de skrev, at "det parti, der kommer i top ved parlamentsvalget, har ret til at lede den nye regering i henhold til demokratiske principper".
Valget markerede en rekorddeltagelse på 75,22 procent, hvilket oversteg valgdeltagelsen i 2011 på 75,03 procent. Ved det forrige valg i 2019 deltog 74,6 procent af de stemmeberettigede i det første parlamentsvalg, siden general Prayut Chan-o-chas militærkup i 2014. Den kommende regering mentes at have omkring to billioner baht (cirka 400 milliarder kroner) i råderum til at implementere populistiske valgløfter.
Ifølge analytikere chokerede Move Forwards overraskende valgsejr den thailandske elite, der har brug for politikere, til at hjælpe dem med at bevare deres indflydelse. Eliten stoler ikke på Pheu Thai, men de stoler endnu mindre på Move Forward. Dette skyldes, at Move Forward har en klar holdning om, at lave strukturelle ændringer. Uanset om det lykkedes Move Forward at danne en koalitionsregering eller ej, ville thailandsk politik aldrig blive den samme igen. Demokratiet var kommet for at blive, og det var måske bare den største sejr af alle. Sejren blev nævnt som en fiasko fra Pheu Thai-partiets side. På tre områder svigtede de. For det første, da der dukkede rygter op om, at Pheu Thai ville samarbejde med Palang Pracharath-partiet og general Prawit Wongsuwan – hjernen bag 2014-kuppet – om at danne en regering. Det andet fejltrin blev tydeligt, når man bemærkede de 20 top-kandidater på partilisten. Blandt dem figurerede vidt upopulære skikkelser, der blandt andet havde været ministre under Prayut Chan-o-chas militærstøttede styre. Den tredje fejl hang sammen med den første, nemlig partiets manglende evne til at udvikle sig, og især i at appellere til yngre vælgere. Pheu Thais sociale mediekampagne haltede langt bagefter sin yngre Move Forward-konkurrent, samtidig manglende tilstedeværelse på sociale medier.
Demokraterne – Thailands ældste politiske parti, der senest havde regeringsmagten fra 2008-2011 – fik kun 25 pladser i det ny parlament. Partiets leder, Jurin Laksanawisit, trak sig efter valget på grund af det dårlige resultat. Fungerende premierminister, Prayuth Chan-o-cha – hvis parti United Thai Nation fik 36 pladser – sagde, at han respekterede valgresultatet med Move Forward Party som vinder. Han tilføjede: »Jeg vil fortsætte med at udføre min pligt efter bedste evne, uanset hvilken egenskab jeg kan. Og jeg vil fortsætte med at tjene nationen, religionen og monarkiet resten af mit liv.« Prayut ville fortsætte sin politiske karriere, mens han overholdt etablerede normer vedrørende dannelsen af en ny regering, herunder at partiet med det højeste antal pladser i Repræsentanternes Hus, har ret til at danne den nye regering.

## Efter valget
Store virksomheder indenfor statskoncessioner, energi, detailhandel og byggeri, oplevede rystelse i aktiekurs og kursfald efter Move Forward Party viste sig som vinder af parlamentsvalget. Move Forward har klare økonomiske politikker mod virksomheder, der nyder næsten monopol, og ønsker at liberalisere, især med fokus på at støtte små iværksættere og nystartede virksomheder. Erhvervslivet udtrykte bekymring om, at hæve mindstelønnen til 450 baht om dagen ad én omgang. Den bør i stedet hæves trin for trin, så erhvervslivet får tid til at foretage justeringer, hvilket var Pheu Thais politik med en fireårig implementering.
Omkostningerne for Move Forwards velfærdsprogram blev anslået til 650 milliarder baht (cirka 130 milliarder kroner) om året. Partiets forslag til at finansiere dette er 350 milliarder baht i budgetbesparelser inden for regeringen og øget beskatning for de resterende 300 milliarder baht. Move Forward ønskede at ændre Thailand strukturelt og bevæge det i retning af en højere beskatning og velfærdsstat, som i den den vestlige verden. Pheu Thai-partiets politiske forslag var mindre fokuseret på strukturreformer, men derimod at distribuere tilskud og pumpe penge ind i økonomien i en keynesiansk økonomiformel, hvor lønninger i den officielle økonomi hæves, med deraf følgende øget indkomstskat og afgifter. Over 50 procent af den thailandske økonomi er dog stadig ureguleret af staten og ikke underlagt normale beskatningsordninger, herunder indkomstskat og salgsafgifter.
Den 22. maj annoncerede Move Forward, at Pita Limjaroenrat officielt dannede en koalitionsregering med syv andre partier. Alle partier var enige om, at enhver mission, som regeringen ville udføre, ikke måtte påvirke landets status som enhedsstat, landets status som et demokrati under en konstitutionel monarkiramme og monarkens ukrænkelige status. Blandt regeringsgrundlagets 23 punkter var blandt andre, at genskabe demokratiet, herunder fremskynde processen med at udarbejde en ny forfatning. Desuden, at afskaffe monopoler og fremme fair konkurrence i alle industrier; at reformere jordfordelingssystemet, ved at ændre relaterede love; at skabe et omfattende velfærdssystem fra fødsel til alderdom; og at omklassificere marihuana som et kontrolleret stof med nye love, der regulerer og understøtter dets gavnlige anvendelser.
Den 19. juni meddelte Valgkommissionen, at den havde godkendt alle 500 valgte kandidater til Repræsentanternes Hus. Første samling skal afholdes indenfor 15 dage fra godkendelse. Første parlamentsmøde blev fastsat til den 3. juli, hvor første punkt er valg af House Speaker (svarende til formand). Der var stridigheder mellem de to store koalitionspartier, Move Forward og Pheu Thai, om House Speaker-posten. Pheu Thai foreslog en 14+1 fordeling, hvor Move Forwartd Party fik 14 ministerposter plus premierminister, mens Pheu Thai fik 14 ministerposter plus House Speaker. Move Forward forlangte imidlertid at få både premierminister og House Speaker. Den endte med, at begge partier blev enige om lederen af Prachachat-partiet, 79-årige Wan Muhamad Noor Matha, der har en lang politisk karriere bag sig, blandt andet med 11 valg til parlamentet og tidligere valgt som House Speaker. Der var ingen modkandidater ved parlamentets samling den 3. juli, så Matha blev automatisk valgt som formand.
Den 5. juli var der otte anmeldte kandidater til premierminister-posten: Move Forward-partiets Pita Limjaroenrat, Pheu Thai-partiets Paethongtarn Shinawatra, Srettha Thavisin og Chaikasem Nitisiri, United Thai Nation-partiets General Prayut Chan-o-cha og Pirapan Salirathabhaga, Bhumjaithai-partiets Anutin Charnvirakul og Demokraternes Jurin Laksanawisit. Samtidig udvidede Valgkommissionen sin undersøgelse af Pita valgbarhed, som opstillingsberettiget.
To dage før parlamentet skulle samles for valg af ny premierminister, meddelte fungerende premierminister Prayut Chan-o-cha den 11. juli, at han forlod politik. Prayut udtalte: »Fra nu af vil jeg stoppe med politik. Jeg træder tilbage som medlem af United Thai Nation (Ruam Thai Sang Chart) Party. Som premierminister har jeg arbejdet hårdt for at beskytte nationen, religionen og monarkiet til gavn for folket. Resultatet bærer i øjeblikket frugt for offentligheden.«

### Pitas iTV-sag
Valgkommissionen besluttede den 12. juli, dagen før valg af ny premierminister, at sende Pitas iTV-aktionærsag videre til Forfatningsdomstolen til behandling. Sagen drejede sig om, at Pita i strid med loven ejede 42.000 aktier i medieselskabet iTV Pcl, da han registrerede sit valgkandidatur. Forfatningen forbyder aktionærer i mediefirmaer at stille op til valg. Pita har svaret, at han kun besad aktierne som bobestyrer af sin afdøde fars dødsbo. Valgkommissionens undersøgelsesudvalg afgjorde den 4. august, at meningsmålingsbureauets underudvalg skal tage stilling til, om at efterforske Pitas "lillebitte" aktiebesiddelse på 0,0035 procent i en ikke-operativ Tv-kanal skal afvises. Underudvalget kan dog vælge at afvente forfatningsdomstolens afgørelse om diskvalificering af Pitas plads i parlamentet, for at eje denne minimale mængde iTV-aktier.

## Valg af ny premierminister

### 1. afstemning
Den 13. juli samledes parlamentet til valg af ny premierminister. Forud for afstemning var en diskussion, hvor senatorer og nogle parlamentsmedlemmer udtrykte deres modvilje mod, at stemme på Pita Limjaroenrat, med henvisning til iTV-sagen og hans partis kampagne for at ændre artikel 112 (loven om majestætsfornærmelse). Pita var dagens eneste nominerede kandidat til afstemning. En premierminister-kandidat skal have opbakning fra 10 procent af parlamentets medlemmer. Der kan være flere nominerede kandidater. Hvis ingen kandidat opnår 376 stemmer, afholdes en ny afstemning.
Ved den efterfølgende afstemning fik Pita 324 stemmer ud af de nødvendige 375 for flertal blandt parlamentets 747 medlemmer. 646 parlamentsmedlemmer tog del i afstemningen, heraf 460 fra Repræsentanternes Hus og 216 senatorer. 311 medlemmer af Repræsentanternes hus stemte for Pita, 148 stemte imod og 40 undlod at stemme. 13 senatorer stemte for Pita, 34 stemte imod og 159 undlod at stemme. Pita har mulighed for at prøve igen i nye afstemningsrunder den 19. og 20. juli, hvis han bliver gennomineret. Ud af parlamentets 750 pladser er tre ubesatte, der er 498 i Repræsentanterne Hus og 249 i Senatet, derfor behøves kun 375 stemmer for at opnå flertal, i stedet for 376.
At Pita ikke opnåede tilstrækkelig støtte til premiereposten, var hverken overraskende eller uventet i betragtning af de konservative partiers koordinerede indsats for, at blokere den unge leder. Pita sagde, at han accepterede resultatet, men vil ikke give op. Move Forward-partiet ville finde strategier til at samle mere opbakning i næste valgrunde. Nogle senatorer havde dog en taktik for at holde ham ude og hævdede, at endnu en nominering af Pita kunne være forfatningsstridig. Pita udtalte efterfølgende, at hvis hans parti ikke formår at blive leder af den næste koalitionsregering, vil han tillade, at den næststørste koalitionspartner, Pheu Thai-partiet, tager over som leder og forsøger at danne en ny regering. Det Thailandske Handelskammerudtalte: "Hvis Pheu Thai leder dannelsen af den ny regering, vil dens økonomiske politikker drive landet fremad, især dem, der stimulerer vækst og reducerer ulighed. Pheu Thai har erfaring med at styre landet, og flere af dets politikker er blevet implementeret med succes. Partiet har også personer med kapacitet og ekspertise til at styre økonomien".

### Forfatningens paragraf 272
Det er en overgangsbestemmelse, paragraf 272, i forfatningen, der bemyndiger Senatet til at vælge en premierminister sammen med Repræsentanternes Hus i "fem år fra datoen for indsættelse af den første nationalforsamling under denne forfatning". Det første parlament under denne forfatning mødtes i maj 2019, hvorved bestemmelsen er gældende indtil maj 2024. Kandidaten skal opnå stemmer fra "mere end halvdelen af det samlede antal eksisterende medlemmer af begge kamre". Denne klausul, beskrevet som kontroversiel og "udemokratisk" af kritikere, blev støttet af 58 procent af vælgerne ved folkeafstemningen i august 2016 under militærstyret, hvor 61 procent af vælgerne støttede det endelige forfatningsudkast.
Militærstyrets forfatning, der blev vedtaget i 2017, ser ud til at være udformet til at gøre ændringer ekstremt vanskelige. For at ændre en klausul kræves støtte fra alle involverede sider, det vil sige de af militæret udnævnte senatorer, den regerende koalition og de politiske partier uden for regeringen. Forslagsstillere skal først have støtte fra mindst en femtedel af underhuset "Repræsentanternes Hus", eller 100 parlamentsmedlemmer, for at fremsætte et forslag. Den foreslåede ændring kræver derefter opbakning fra mere end halvdelen af begge kamre i parlamentet, eller minimum 376 stemmer, for at vedtage førstebehandlingen. Disse stemmer skal omfatte mindst en tredjedel af alle 250 senatorer eller 84 stemmer. For at vedtage andenbehandlingen kræver den foreslåede ændring et simpelt flertal fra begge kamre eller mindst 376 stemmer. I den tredje og sidste behandling kræves flertalsstøtte fra begge huse, men tilhængerne skal omfatte mindst 84 senatorer og mindst 20 % af alle parlamentsmedlemmer fra politiske partier, der ikke er repræsenteret i regering eller har posterne som formand eller næstformand.

### 2. afstemning
De otte koalitionspartier blev den 17. juli enige om, at gennominere Pita som premierministerkandidat til 2. afstemning, den 19. juli. Hvis han atter fejler valget, vil Pheu Thai-partiet have den næste chance for at fremsætte en premierministerkandidat. Premierministernomineringen i 1. afstemning var ikke et forslag – og derfor gjaldt en regel om forbud mod genfremsættelse af et forslag ikke. Derudover erklærede koalitionen, at alene Move Forward-partiet foreslog at ændre paragraf 272 i forfatningen, for at fratage de udpegede senatorer retten til, at slutte sig til de valgte repræsentanter og stemme om premierministeren.
På afstemningsdagen vedtog Forfatningsdomstolen enstemmigt, at acceptere Pitas iTV-aktieejersag til behandling og beordrede ham i en 7-2 flertalsbeslutning, til straks at stoppe med at udføre sine opgaver som parlamentsmedlem. Pita var kort inden blevet gennomineret som premierministerkandidat.
Efter domstolsafgørelsen blev kendt, sagde Pita i Parlamentet: »Jeg vil gerne benytte lejligheden til at sige farvel til formanden (for Repræsentanternes Hus), indtil vi mødes igen. Jeg vil gerne have, at kolleger (af parlamentet) bruger parlamentet til at tage sig af folket. Jeg tror, at Thailand er anderledes siden den 14. maj. Hvis folket har vundet halvvejs, er den anden halvdel endnu ikke kommet, og selvom jeg ikke har gjort min pligt, beder jeg alle med-medlemmer om i fællesskab at tage sig af folket. Mange tak, hr. formand.« Derefter tog han sit Parlaments-identifikationskort af sin jakke, lagde det på bordet foran sit sæde og gik ud af salen til applaus fra øvrige koalitions politikere, mens han løftede en knyttet hånd i vejret.
Move Forward meddelte kort efter, at Pita stadig kan være kandidat i afstemningen om premierminister-posten, selvom forfatningsdomstolen har suspenderet ham som parlamentsmedlem. Formanden for Repræsentanternes Hus, Wan Muhamad Noor Matha, mente, at Pita ikke kunne genopstille i henhold til parlamentsmødeforordningens paragraf 41. Den fastslår, at et forslag, der allerede er blevet forkastet af Parlamentet, ikke kan genfremsættes til behandling i samme samling, medmindre mødelederen beslutter, at visse situationer har ændret sig. Dette var ikke tilfældet, og da Pita ikke blev valgt ved første afstemning, kunne han ikke gen-nomineres som premierminister. Parlamentet stemte derefter om paragraf 41 var gældende, med 394 stemmer for og 312 stemmer imod (8 stemte hverken for eller imod og én undlod at stemte). Da der ikke var nomineret andre kandidater, skulle kandidat nominering og afstemning genoptages den 27. juli.
Pheu Thai-partiet, der derved fik muligheden for at opstille deres kandidat som premierminister og danne regering, rettede i dagene efter individuel henvendelse til alle senatorer, for at søge deres støtte til partiets bud på dets premierministerkandidat forud for parlamentets næste afstemning den 27. juli. Desuden holdt partiet møder med partier fra oppositionen. Et afgørende spørgsmål om regeringsstøtte drejede sig om lèse-majesté-loven (artikel 112).
Der var mindre protest demonstrationer i Bangkok med nogle hundrede deltagere i dagene efter Pitas afslag på gen-nominering.
Den 24. juli meddelte Kontoret for Ombudsmænd, at de tre ombudsmænd enstemmigt stillede spørgsmål ved safgørelsen, der blokerer for Move Forward-partiets leder, Pita Limjaroenrat, fra at blive gen-nomineret som premierministerkandidat. Begrundelsen var, at regler for valg af premierminister hører under forfatningen og ikke under parlaments egne regler. Ombudsmændenes kontor besluttede, at bede Forfatningsdomstolen vurdere, om parlamentets afstemning fulgte forfatningen. Den ønskede tillige, at retten suspenderede næste runde af premierminister-afstemningen.
Den 25. juli ved et forenet møde mellem Folkets Hus og Senatet, at udskyde afstemning om ny premierminister på ubestemt tid. Den afgående regering under ledelse af general Prayut Chan-ocha forsætter som fungerende regering. Den private sektor udtrykte bekymring for, at yderligere forsinkelser i dannelsen af ny regering vil kunne indvirke betydeligt på den thailandske økonomi og investeringer. Især hvis regeringsdannelse kan tage 10 måneder, som nogle har foreslået.

### Nye regeringsforhandlinger
Forfatningsdomstolen planlagde møde til den 3. august, for at overveje behandling af ombudsmandens anmodning om, at tage stilling til forfatningen i forhold til parlamentets beslutning fra den 19. juli, hvor det med flertalsafstemning afviste Move Forward-partileder Pita Limjaroenrats gennominering til premierministerposten, skal tages til behandling. Samtidigt meddelte Pheu Thais generalsekretær, Prasert Chanthararuangthong, at Pita vil ikke længere ville blive partiets kandidat som premierminister, da han ikke havde opnået tilstrækkelig støtte fra ikke-koalitionsparlamentsmedlemmer og senatorer. I stedet ville Pheu Thai pege på sine egne tre kandidater, hvor Srettha Thavisin er nummer et til posten som premierminister.
Tidligere premierminister Thaksin Shinawatras datter, Paethongtarn Shinawatra, meddelte at hendes far ville vende hjem den 10. august efter 15 års selvvalgt eksil. Ved hjemkomsten kan han dog se frem til 10 års fængsel fra tidligere domme, samt en endnu ikke afgjort sag, i forbindelse med Thai Airways' køb af Aibus 340-500 fly. Denne udtalelse om Thaksins hjemvenden skulle betragtes i lyset af, at lederen af den progressive bevægelse, Thanathorn Juangroongruangkit og Bhumjaithai-partiets leder Anutin Charnvirakul, mødtes med den tidligere premierminister i Hong Kong. Dette gav anledning til spekulationer om, at der er indgået en aftale for Pheu Thai-partiet om, at danne en regering med Bhumjaithai, mens Move Forward Party vil gå ind i oppositionen indtil videre.
Ved sin tilbagevenden vil Thaksin kunne anmode om en kongelig benådning inden for de første 24 timer efter fængsling, som vil blive foretaget efter hans ankomst og et møde i Højesteret, for at modtage kendelse om sine domme.
Thailandsk kongehusekspert og forhenværende Reuters-korrespondent, Andrew MacGregor Marshall, udtalte, at kong Vajiralongkorn og Thaksin har indgået en aftale, formidlet af general Prawit, om at benåde Thaksin, hvis han holder Move Forward-partiet ude af magten. Tidligere tidligere massagesalon-magnat, parlamentsmedlem, whistleblower og graft-buster (et uformelt udtryk, der bruges om den nationale antikorruptionskommission), Chuwit Kamolvisit, sagde også, at der blev indgået en superaftale i Hong Kong mellem de facto Pheu Thai-chef Thaksin Shinawatra og nogle politikere, der var rejst dertil for at møde ham. Chuwit tilføjede, at det ikke vil vare længe før Thaksin bliver sat fri efter kongelig benådning, ellers ville superaftalen ikke være indgået. Chuwit tilføjede dog dagen efter, den 28. juli, at situationen havde ændret sig, hvorfor Thaksin havde trukket sig fra aftalen og aflyst sin hjemrejse til Thailand. Paetongtarn benægtede den 29. juli om morgenen Chuwits tilføjelse om, at at aftalen var aflyst fordi "situationen havde ændret sig". Den 4. august udsatte Thaksin imidlertid atter sin hjemvenden.
Det demokratiske partis generalsekretær, Chalermchai Sri-on, udtalte til Manager Online og avisen Naewna, at han også blev bedt om at flyve til Hong Kong for at føre samtaler med Thaksin, men han sendte i stedet en repræsentant. Forhandlingerne mislykkedes, da kun 16 af Demokraternes parlamentsmedlemmer ville tilslutte sig en koalition med Pheu Thai. Thaksin forlangte, at hvis Demokraterne skulle inkluderes, skulle alle 25 parlamentsmedlemmer deltage.
Bhumjaithai, under de facto partichef Newin Chidchob (en politiker fra Buriram-provinsen, tdl. medlem af flere partier, bland andet Thaksins Thai Rak Thai-parti), meddelte den 31. juli, at de bliver en niende koalitionspartner og vil stemme for Srettha Thavisin som premierminister. Med Bhumjaithais 71 stemmer og de øvrige 8 koalitionspartiers 310 stemmer – formanden stemmer ikke – blev der sikret et flertal på 381 mandater, hvor mindst 375 er nødvendige. Bhumjaithais partileder, Anutin Charnvirakul, forlangte imidlertid, at Pheu Thai først officielt frasagde ændringer i majestætsfornærmelsesloven og annoncerede præcis, hvilke partier, der skulle være en del af koalitionen.
Den 2. august forlangte Pheu Thai at Move Forward forlod koalitionen, uden at partiet fik mulighed for, at genoverveje dets forslag om ændringer af majestætsfornærmelsesloven. Pheu Thai havde til hensigt om at trække sig fra begge aftalememorandums, underskrevet af otte-parti koalitionen. Move Forward Party undskyldte over for deres tilhængerne, at de ikke kunne danne regering. Pheu Thai fastholdt, at selvom de havde droppet Move Forward, ville de opretholde de politikker, som begge partier delte. Heriblandt at udarbejde en ny forfatning, at fremme ægteskab mellem samme køn, reformere militæret og afvikle monopoler, især i alkoholindustrien. Move Forward blev fritstillet i forhold til, at støtte Srettha i den kommende premierminister-afstemning.
Den 3. august besluttede Forfatningsdomstolen at udsætte behandlingen af parlamentets afvisning af Pita som premierminister-kandidat til den 16. august, men domstolen udstedte ikke ordre om at udsætte næste premierministerafstemning, planlagt til den 4. august. Formanden besluttede efterfølgende, at udsætte afstemningen om ny premierminister til efter rettens afgørelse. Det meddeltes samtidig, at Thaksin forsinkede sin tilbagevenden. Pichit Tamoon, en fremtrædende person i Chiang Mai-kapitlet for Den Forenede Front for Demokrati mod Diktatur (dansk: Forenet Front for Demokrati mod Diktatur, populært kaldt Rødtrøjer), så meddelelsen som en strategi, for at opnå støtte fra sympatisører fra Pheu Thai-fraktionen. Strategien menes at skulle lette hans gnidningsløse tilbagevenden, når der er en regering ledet af hans eget parti.
Den 7. august afholdtes pressemøde i Pheu Thai-partiets hovedkvarter sammen med Bhumjaithai. Partierne meddelte, at de sammen bliver kernen i en ny regering med 212 mandater i Repræsentanternes Hus. De inviterede flere partier til at slutte sig til deres koalition. Samtidig forsøgte en gruppe demonstranter at storme Pheu Thai-partiets hovedkvarter i protest over den ny koalition, hvor de anklagede Bhumjaithais leder, fungerende sundhedsminister Anutin Charnvirakul, for at være ansvarlig for 22.933 dødsfald under Coronaviruspandemien. Da sikkerhedsvagter holdt demonstranterne tilbage, forsøgte de i stedet at blokkere alle bygningens udgange, for at forhindre de to partiers ledere i at forlade den. Bhumjaithai er ikke bare endnu et politisk parti. Det er dannet – og de-facto ledet – af Newin Chidchob, der forrådte Thaksins nydannede parti,People's Power Party (PPP), efter militærkuppet i 2006. Dette skridt ansås af mange, som et forræderi mod Thaksin.
Den 10. august meddelte Palang Pracharath, at alle det 40 parlamentsmedlemmer, inklusive Prawit, ville stemme for Srettha. Anutin forlangte den 15. august, at den Pheu Thai-ledede koalition skulle afgøre tildelingen af ministerposter blandt koalitionspartierne, før parlamentets valg af premierminister. Anutin fastholdt, at Bhumjaithai-partiet skulle bevare sine nuværende ministerposter – sundhed og trafik samt turisme og sport – i den ny regeringskoalition, for at stemme for Sretta som premierminister. Koalitionen bestod nu af ni partier, dog ikke Palang Pracharath og United Thai Nation, selvom medlemmer af disse to partier havde udtrykt interesse for at komme med i regeringen.
Den ny koalition består af 14 partier med i alt 317 sæder i det 500-pladser store Repræsentanternes Hus:
1. Pheu Thai, 141 sæder
2. Bhumjaithai, 71 sæder
3. Palang Pracharath, 40 sæder
4. United Thai Nation, 36 sæder
5. Chartthaipattana, 10 sæder
6. Prachachat, 9 sæder
7. Pheu Thai Ruam Palang, 2 sæder
8. Chart Pattana Kla, 2 sæder
9. Thai Liberal (Seri Ruam Thai), 1 sæde
10. Plung Sungkom Mai, 1 sæde
11. Thongthee Thai, 1 sæde
12. New Democracy, 1 sæde
13. Mai (New/Ny), sæde
14. Kru Thai Pheu Prachachon (Thai Teachers for the People/Thailandske lærere for folket), 1 sæde

En meningsmåling viste, at 47.71 procent var stærkt uenige i og 16.79 procent uenige i, at Pheu Thai dannede regerings med de to militærjuntapartier Palang Pracharath (ledet general Prawit Wongsuwan) og United Thai Nation (ledet af general og fungerende premierminister Prayut Chan-o-cha), mens 19.47 procent stærkt støttede koalition med juntapartierne og 15.11 procent støttede den.

### Shinawatra og forholdet til Cambodja
Gode diplomatiske forbindelser mellem Thailand og Cambodja kan bane vej for genoptagelsen af fælles udvikling af naturgasressourcer i Thailandbugten, der vurderes at være mere end 1 billion baht (cirka 200 milliarder kroner) værd. Thailand og Cambodja underskrev et aftalememorandum om områderne med deres overlappende maritime krav på kontinentalsoklen i juni 2001, da Thaksin Shinawatra var premierminister. Samtalerne forblev uafsluttede grundet lokale uroligheder i Thailand og militærkup i både 2006 og 2014. Det lykkedes ikke Prayut Chan-o-chas regering, som tog magten efter at have væltet Yingluck Shinawatra ved kuppet i 2014, at overbevise Cambodja om, at vende tilbage til forhandlingsbordet.
Cambodjas premierminister, Hun Sen, udnævnte Thaksin til sin økonomiske rådgiver i 2009, mens den thailandske regering under premierminister Abhisit Vejjajiva søgte ham udleveret i forbindelse med korruptionssager. Forholdet mellem de to regeringer forværredes yderligere, da grænsespændingerne steg over Preah Vihear-templet, da det blev indskrevet som UNESCO-verdensarvsarv.
Den 5. august dukkede både Thaksin og Yingluck op i Phnom Penh til Hun Sens fødselsdagsfest. Politiske eksperter sagde, at besøget ikke kun var personligt, men også et klart budskab til etablering af ny regering i Bangkok. Besøget var et bevis på, at den tidligere premierminister bevarede sin karisma og indflydelse i nabolandet og et klart budskab til den thailandske elite om, at Pheu Thai-partiet ville være i stand til at styre forbindelserne med Cambodja gnidningsløst og meget bedre end det progressive Move Forward Party. Hun Sen havde tidligere kritiseret Move Forward flere gange, før ottepartikoalitionen forsøgte at indsætte Pita som premierminister. Kort efter valget den 14. maj havde Hun Sen tilmed spredt misinformation om, at Move Forward Party havde en politik om, at sende tusindvis af cambodjanske gæstearbejdere ud af Thailand.
Den 22. august – datoen for parlamentets valg af ny premierminister – vendte Thaksin om morgenen tilbage til Thailand. Fra Bangkoks Don Muaeng-lufthavn blev han ført til Højesteret, hvor det blev bekendtgjort, at han skal afsone otte års fængsel, for tre tidligere afsagte domme. Om eftermiddagen kom det frem, at indsatte Thaksin Shinwatra lider af mange helbredstilstande, herunder Akut koronarsyndrom (AKS). Natten til den 23. august blev Thaksin overført fra fængslet til politihospitalet på grund af hjerteproblemer. Thaksin søgte straks kongelig benådning og fik få dage senere, sin fængselsstraf nedsat fra otte år til et år.
De nyudnævnte premierministre, Srettha og cambodjanske Hun Manet, lovede ifølge Khmer Times, at arbejde sammen og styrke de bilaterale relationer.

### 3. afstemning
Forfatningsdomstolen afviste enstemmigt den 16. august behandling af Ombudsmandens andragende om en afgørelse om forfatningsmæssigheden af parlamentets beslutning om, at afvise genudnævnelsen af Move Forward-prtiets premierminister-kandidat Pita Limjaroenrat. Formanden for Repræsentanternes Hus, Wan Muhamad Noor Matha, fastsatte den 22. august for 3. afstemning om ny premierminister.
Pheu Thai-partiets kandidat, 60-årige Srettha Thavisin blev af parlamentet valgt som Thailands 30. premierminister, med 482 stemmer for, 165 imod og 81, der undlod at stemme. Mange af de senatorer, der stemte på Srettha, var udpeget af post-kup-juntaen ledet af afgående premierminister, general Prayut Chan-o-cha.

## Regeringsdannelse
Premierminister Srettha modtog kongelig godkendelse den 23. august, til at danne ny regering på 35 medlemmer, heraf 16 ministre fra hans eget Pheu Thai-parti. Move Forward blev største oppositionsparti til regeringen.
Den 2. september godkendte kong Variralankorn den ny regering, under ledelse af premierminister Srettha Thavisin, som også vil fungere som finansminister.
- Vice premierministre: Phumtham Wechayachai, også handelsminister; Parnpree Bahiddha-Nukara, også udenrigsminister; Somsak Thepsuthin; Anutin Charnvirakul, også indenrigsminister; Pirapan Salirathavibhaga, også energiminister; Patcharawat Wongsuwan, også minister for naturressourcer og miljø.
- Premierministerens kontominister: Puangpetch Chunlaiad
- Justitsminister: Thawee Sodsong
- Handelsinister: Phumtham Wechayachai
- Vicehandelsminister: Napintorn Srisunpang
- Forsvarsminister: Sutin Klungsang
- Sundhedsministerinister: Cholnan Srikaew
- Videsundhedsminister: Santi Promphat
- Udenrigsminister: Parnpree Bahiddha-Nukara
- Viceudenrigsminister: Jakkapong Sangmanee
- Energiminister: Pirapan Salirathavibhaga
- Finansminister: Srettha Thavisin
- Vicehandelsministre: Julapun Amornvivat og Krisana Jinavijarana
- Minister for turisme og sport: Sudawan Wangsuphakijkosol
- Minister for social udvikling og menneskelig sikkerhed: Varawut Silpa-archa
- Minister for videregående uddannelse, videnskab, forskning og innovation: Supamas Isarabhakdi
- Landbrugsminister: Thammanat Prompao
- Vicelandbrugsministre: Anucha Nakasai og Chaiya Promma
- Transportminister: Suriya Juangroongruangkit
- Vicetransportministre: Surapong Piyachote og Manaporn Charoensri
- Minister for digital økonomi og samfund: Prasert Jantararuangtong
- Minister for naturressourcer og miljø: Patcharawat Wongsuwan
- Indenrigsminister: Anutin Charnvirakul
- viceindenrigsministre: Songsak Thongsri, Chada Thaised og Kriang Kaltinan
- Arbejdsminister: Phiphat Ratchakitprakarn
- Kulturminister: Sermsak Pongpanich
- Undervisningsminister: Permpoon Chidchob
- Viveundervisningsminister: Surasak Phancharoenworakul
- Industriminister: Pimpatra Wichaikul

## Kritik
Politiske kommentatorer kritiserede Pheu Thai-partiet for, at det efter at have kæmpet mod deres ærkefjender i næsten to årtier og nu pludselig sluttede sig til dem, "på den store scene i det politiske teater".
```
Tror de, at offentligheden er naiv? Pheu Thai insisterer på, at denne alliance var et "nødvendigt valg". Den eneste plausible grund til denne forening var, at lette 
Thaksin Shinawatras
 tilbagevenden til Thailand. Forventede Pheu Thai virkelig, at befolkningen tror på, at Thaksin bekvemt blev syg i det øjeblik han landede i 
Bangkok
, og dermed undgik en nat i fængsel og i stedet sikrede en hel hospitalsetage? Dette er ikke regeringsførelse, det er et magtgreb af de magtsyge. Pheu Thai har forrådt selve det demokrati, de har hævdet at opretholde i årevis. Kejseren har intet tøj, og den grimme sandhed er der, for alle at se: Under fineren af politisk retorik og teaterforestillinger til vælgerne, ligger intet andet end korruption, uetisk adfærd og umoral. Pheu Thai Party er humbug, fyldt med charlataner.
[
128
]
```